# Tau6 Eridani
Tau6 Eridani (τ6 Eridani, förkortat Tau6 Eri, τ6 Eri)  som är stjärnans Bayerbeteckning, är en ensam stjärna belägen i den mellersta delen av stjärnbilden Eridanus. Den har en skenbar magnitud på 4,22, är synlig för blotta ögat där ljusföroreningar ej förekommer. Baserat på parallaxmätning inom Hipparcosuppdraget på ca 56,7 mas, beräknas den befinna sig på ett avstånd på ca 58 ljusår (ca 18 parsek) från solen.

## Egenskaper
Tau6 Eridani är en gul till vit stjärna i huvudserien av spektralklass F5 IV-V, men uppvisar även egenskaper för en underjättestjärna. Den har en massa som är ca 35 procent större än solens massa, en radie som är ca 60 procent större än solens och utsänder från dess fotosfär ca 3 gånger mera energi än solen vid en effektiv temperatur på ca 6 500 K.
Tau6 Eridani har undersökts med avseende på överskott av infraröd strålning, som kan indikera närvaron av omgivande stoft, men inget sådant har detekterats.